# 模擬店
模擬店（もぎてん）とは、各種イベント等に見られる、簡易な店舗による販売業の形態である。“模擬”の名の通り、販売を継続的に生業の一部としない場合に称される。

## 概要と特徴
何らかの行事の中のイベント（出し物）の一つとして出店される場合が多い。営業期間は行事が行われている間だけであり、数日程度、短い場合は一時間に満たないケースもある。より少ない労力で短時間に設営、撤去が可能である事が必須であり、このため屋外イベントに於いては露天（屋台）である事も珍しくなく、屋根があっても大抵はテントかビニールシートによる簡便な構造となっており、いわゆる青空市場風の形態となる事も多い。店員も本職ではなく、その行事の間だけ従事する。
販売品目はリサイクル品やバザー等の雑貨系や飲食物の提供が大半である。飲食物については、店舗内で調理する場合もあるが、出来合い物の販売と飲食場所の提供を主とする場合も少なくない。ただし、日本の場合は飲食物の提供は、管轄の保健所に食品衛生法や条例に基づいて届出をし講習を受ける必要がある販売品目もある。
日本に於いては特に、高等学校や大学などの文化祭などで生徒や教職員が運営するものが広く一般に認知されており、文化祭には必須との考え方が一般的となっている。
近年では商業高等学校などでの職業体験の一環として、生徒のみで期間限定の店舗運営を行うものがあり、これも広義の模擬店である。